# Jos Van Assche
Pour les articles homonymes, voir Van Assche.
Jos Van Assche, né le 12 février 1950 à Louvain est un homme politique belge bruxellois, ex-membre du Vlaams Belang. 
Il est licencié en droit ; fonctionnaire (retraité d'Actiris).

## Fonctions politiques
- Membre du Parlement de la Région de Bruxelles-Capitale depuis le 29 juin 1999 au è juin 2009
- Conseiller communal à Anderlecht